# Meteor Garden
Meteor Garden (traditionell kinesiska: 流星花園; pinyin: Liúxīng Huāyuán) är en taiwanesisk TV-serie som sändes på CTS från 12 april till 16 augusti 2001. Serien är baserad på den japanska mangan Hana Yori Dango och huvudrollerna spelas av Jerry Yan, Vic Zhou, Vanness Wu, Ken Chu och Barbie Xu.

## Roller
- Barbie Xu som Shan Cai
- Jerry Yan som Dao Ming Si
- Vic Zhou som Hua Ze Lei
- Ken Chu som Xi Men
- Vanness Wu som Mei Zuo Ling
- Zheng Mei Dai som Baihe
- Zhang Ruo Zhen som Qianhui
- Ye An Tin som Lizhen
- Wang Yue som Shan Cais mamma
- Tung Chi Cheng som Shan Cais pappa
- Zhen Xiu Zhen som Daoming Feng
- Edward Ou som Qinghe
- Rainie Yang som Xiaoyou
- Winnie Qian som Tengtang Jing
- Ke Huan Ru som Xiaozi
- Mary Hsu som Dao Ming Zhuang
- Tang Qi som Yu Sao

## Karaktärerna
- Shan Cai är en fattig tjej vars föräldrar ständigt ställer till nya problem för henne. Eftersom hennes föräldrar vill att hon ska gifta sig med någon rik, går hon på en skola för överklassen. Hon är en stark person som inte låter sig bli nedtryckt av någon, men hon är obeslutsam och ibland väldigt lättmanipulerad.

- Dao Ming Si är ledare för de populära elevernas grupp som kallas F4. Gruppens föräldrar äger skolan. Motsätter sig någon Dao Ming Sis regler får de en röd varningslapp i sitt skåp och alla elever på skolan börjar mobba personen. De flesta som blir mobbade slutar på skolan inom en vecka. När Shan Cai ger Dao Ming Si en rejäl utskällning och dessutom inte låter sig tryckas ned av mobbningen från de andra eleverna står han handfallen.

- Hua Ze Lei är en av F4:s medlemmar. Som ung levde han i sin egen värld och när han var ledsen kunde endast Tengtang Jing trösta honom. Därför har han utvecklat en stark kärlek till sin barndomsvän.

- Xi Men är kortsiktigt romantiskt framgångsrik, men hans förhållanden håller aldrig mer än en vecka. Han och Mei Zou är båda lättfotade och utnyttjar sin höga status bland de andra ungdomarna.

- Mei Zuo är den glade killen som slänger ur sig en harang på engelska då och då. Han är som tidigare nämnts ganska lättfotad, men håller sig i bakgrunden vid stora tillställningar.

## Övrig information
Meteor Garden är en av Asiens mest populära dramaserier någonsin, inte bara i Taiwan. I Filippinerna hade de fyra manliga huvudrollerna, med sitt band F4, en utsåld konsert strax efter att serien uppmärksammats. På grund av dess popularitet gjordes de två uppföljarna Meteor Rain och Meteor Garden II.